# 何之泰
何之泰（1902年5月—1970年3月），字叔通，浙江龙游詹家乡人。中华人民共和国水利学家。

## 生平

### 中华民国时期
早年丧母。因学习优秀，1918年，考入杭州私立安定中学读书。1926年，毕业于南京河海工科大学，学习水利工程，之后毕业于河海大学，成绩第一，被徐州总司令陈仪调任浙江省会工程司的监督。北伐后，因部门改组为杭州市工务局，历任科员、技正。1930年夏天，考入浙江省招考官费留学生，当年秋天考入美国留学。1930年9月后，进入康乃尔大学，获得研究院土木工程硕士学位。后考入爱荷华大学，获水利工程博士学位，留美期间研究河流泥沙研究，博士论文为《河底泥沙起动流速的确定》。
1933年，经欧洲回国，后经举荐到江苏建设厅当技正。后经中央大学工学院院长卢希候举荐，兼任中央大学教授。1934年，考察西北各省水利。1937年，任浙江省水利局局长，1938年改任浙江省建设厅技正。同年，因不满官场腐败，辞职担任湖南大学教授、水利系系主任、工学院院长，和代理校长；并兼任中国水利工程学会第十一届董事会董事、长沙分会会长、湖南省立工专和克强学院系主任，南京长江水利工程总顾问。

### 共和国时期
中华人民共和国成立后，其率湖南大学水利系师生来到武汉，与武汉大学工学院合并，任教授兼水利系主任。1950年7月，调任长江水利委员会副总工程师。1954年，当选全国政协委员。1956年7月，加入中国共产党。1957年1月，担任长江水利水电科学研究院院长，调查解决荆江分洪工程、杜家台水利枢纽等。1970年3月，因脑溢血在武汉去世，享壽68岁。